# Branko Parađina
Branko Parađina (Split, 10. travnja 1919. – Split 15. rujna 2014.), bio je hrvatski športski, politički dužnosnik, pravnik i publicist. 

## Životopis
Rodio se je u Splitu 1919. godine. Kao školarac igrao je za Majstora s mora. Završio je pravni studij. 
Obnašao je dužnost tajnika HNK Hajduk iz Splita od 1947. pa do 1952. godine, uključujući i razdoblje kad je FSD Hajduk u sklopu društva imao i druge športske odjele (plivanje, veslanje, košarka). Uređivao je glasilo NK Hajduka Hajdukov vjesnik. Nakon toga dugogodišnji je član uprave kluba.
Parađina je bio dugogodišnji šef protokola Grada Splita i šef protokola Republike Hrvatske, i šef protokola Mediteranskih igara u Splitu 1979., a sudjelovao je u organizaciji inih velikih športskih i kulturnih manifestacija, europskih i svjetskih prvenstava.
Bio je i višegodišnji je predsjednik splitskog Kulturno umjetničkog društva Jedinstvo, i autor je knjige „Splitu u pohode“. Pisao je članke za časopis za društvena i kulturna pitanja Kulturni radnik.
U privatnom životu Branko je bio oženjen sa suprugom Katjom, i otac je dvoje djece, sina Branka i kćerke Darije.
Sahranjen je na splitskom groblju Lovrinac. 

## Nagrade i priznanja
- 2001.: nagrada grada Splita za knjigu Splitu u pohode.[1]